# NGC 1485
NGC 1485 je galaksija u zviježđu Žirafa.

## Vanjske poveznice
- SEDS: NGC 1485